# 過海隧道巴士802線
已停運的過海隧道巴士802線為一條沙田馬場過海路線，由九龍巴士及新世界第一巴士聯營，由沙田馬場單向開往小西灣（藍灣半島），逢沙田馬場舉行賽事後開出一班，途經銅鑼灣、炮台山、北角、鰂魚涌、西灣河、筲箕灣及柴灣，港島區停站則與過海隧道巴士106線相同，於九龍區只停紅隧收費廣場巴士站。
雖然本線為聯營路線，但由於每次服務只開出一班車，因此實際上是由九巴及新巴輪流隔次派車行走。
此線與811線曾同為全程收費最高的新巴路線。

## 歷史
- 1991年9月14日：802線投入服務，由沙田馬場單向前往筲箕灣（金華街），途經大老山隧道及東區海底隧道。
- 1993年4月10日：提升為全空調服務。
- 1993年10月3日：筲箕灣總站從金華街遷往筲箕灣巴士總站。
- 1996年2月21日：延長至小西灣邨。
- 2000年1月30日：改經柴灣道新路段，不經永泰道、嘉業街及常安街[1]。
- 2001年7月22日：小西灣總站遷往小西灣（藍灣半島）公共運輸交匯處[2][3]。當時正值馬季歇暑，實際首次使用新總站的日期為2001年9月2日。
- 2008年9月15日：改經獅子山隧道、窩打老道、公主道、海底隧道、告士打道、高士威道、英皇道（炮台山及北角）後返回原有路線，不再途經大老山隧道及東區海底隧道，以節省隧道費及取代811線於銅鑼灣及北角的服務[4]。
- 2018年9月2日（實際生效日期為7月16日，2017-18年馬季煞科日翌日），因沙田馬場返回東區的馬迷客量稀少，即使改用單層巴士亦支撐不住，故此本線永久取消。

## 服務時間及班次
- 沙田馬場開
  - 由最後一場賽事結束前約一小時開始在馬場載客，直至最後一場賽事結束後約一小時為止，客滿即開。（實際上一般於最後一場賽事結束後約30-40分鐘開出一班）

## 收費
全程：$35.6
- 過紅磡海底隧道後往小西灣（藍灣半島）：$6.2

| - 本線設有12歲以下小童及65歲或以上長者半價優惠。 - 本線不設長者及殘疾人士每程$2.0的票價優惠；12至64歲殘疾人士如使用「殘疾人士身份」個人八達通，以及60至64歲香港居民使用「樂悠咭」繳付車資，會以全費計算。 - 乘客可以現金或八達通於上車時付款，不設找續。 - 每位成人乘客可免費攜帶最多兩名4歲以下而不佔座位的兒童乘客乘車，超額之4歲以下小童必須繳付小童車費乘車。 - 持有「九巴月票」之乘客在車票有效期內，每日可享最多10程任何九龍巴士及龍運巴士路線（包括本路線，合資格車程只適用於九龍巴士／龍運巴士提供的班次；惟乘搭機場「A」及「NA」線則可享原價二七折優惠（不會計算每天10次合資格車程））；而B1線則可每日可享最多2程（不會計算每天10次合資格車程）。 - 九龍巴士、城巴、龍運巴士及陽光巴士全職員工及家屬（不包括外判職員）可免費乘搭本路線（陽光巴士員工及家屬只適用於九龍巴士提供的班次），惟必須拍職員或職員家屬八達通。 - 乘客亦可使用AlipayHK「易乘碼」、支付寶、WeChatHK／微信支付「搭車碼」、銀聯雲閃付「乘車碼」及BOC Pay「乘車碼」、具有感應式支付功能的JCB、卡美國運通、大來國際、Discover Card（只適用於九龍巴士／龍運巴士提供的班次）、VISA、Mastercard及銀聯卡，以及Apple Pay、Google Pay及Samsung Pay流動支付平台繳付車資。九巴班次的乘客使用上述付款方式，將只可享有與其他九巴路線／聯營路線九巴班次之轉乘優惠；城巴班次的乘客使用上述付款方式，將只可享有與其他城巴獨營路線或聯營線城巴班次之轉乘優惠。乘客亦不能享有「公共交通費用補貼計劃」。 |

## 用車
本線由九巴及新巴輪流隔次派車（同一間公司同一日同時負責本線及811線），每次派車一輛，用車多為12米低地台雙層巴士。

## 行車路線

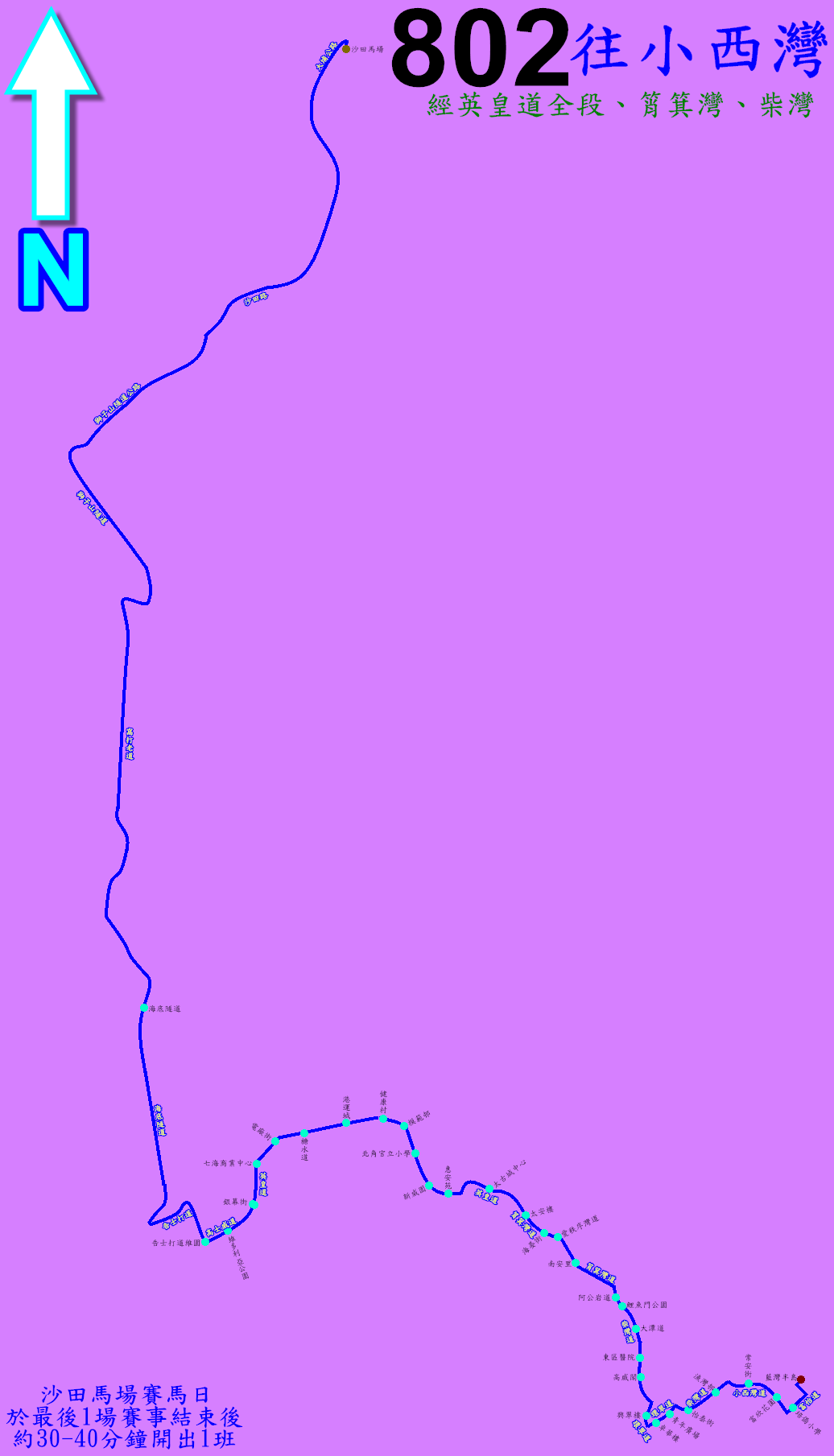
802線的走線圖

經：沙田馬場通道、大埔公路—沙田段、沙田路、獅子山隧道公路、獅子山隧道、窩打老道、公主道、康莊道、紅磡海底隧道、告士打道、高士威道、英皇道、筲箕灣道、柴灣道、環翠道、柴灣道、小西灣道、富怡道及小西灣道。

### 沿線車站
| 1                                                                       | 沙田馬場           | 沙田馬場巴士總站                 |
| 大埔公路－沙田段； 獅子山隧道公路、獅子山隧道、窩打老道、公主道、康莊道 |                    |                                  |
| 2                                                                       | 海底隧道收費廣場   | 康莊道                           |
| 海底隧道；維園道                                                        |                    |                                  |
| 3                                                                       | 告士打道維園       | 告士打道                         |
| 4                                                                       | 維多利亞公園       | 高士威道                         |
| 5                                                                       | 銀幕街             | 英皇道                           |
| 6                                                                       | 七海商業中心       | 英皇道                           |
| 7                                                                       | 電廠街             | 英皇道                           |
| 8                                                                       | 糖水道             | 英皇道                           |
| 9                                                                       | 港運城             | 英皇道                           |
| 10                                                                      | 健康村             | 英皇道                           |
| 11                                                                      | 模範邨             | 英皇道                           |
| 12                                                                      | 北角官立小學       | 英皇道                           |
| 13                                                                      | 新威園             | 英皇道                           |
| 14                                                                      | 惠安苑             | 英皇道                           |
| 15                                                                      | 太古城中心         | 英皇道                           |
| 16                                                                      | 太安樓             | 筲箕灣道                         |
| 17                                                                      | 海晏街             | 筲箕灣道                         |
| 18                                                                      | 愛秩序灣道         | 筲箕灣道                         |
| 19                                                                      | 南安里             | 筲箕灣道                         |
| 20                                                                      | 阿公岩道           | 柴灣道                           |
| 21                                                                      | 鯉魚門公園         | 柴灣道                           |
| 22                                                                      | 大潭道             | 柴灣道                           |
| 23                                                                      | 東區醫院           | 柴灣道                           |
| 24                                                                      | 高威閣             | 柴灣道                           |
| 25                                                                      | 興華邨興翠樓       | 環翠道                           |
| 26                                                                      | 興華邨卓華樓       | 環翠道                           |
| 27                                                                      | 青年廣場           | 環翠道                           |
| 28                                                                      | 怡泰街             | 柴灣道                           |
| 29                                                                      | 漁灣邨             | 柴灣道                           |
| 30                                                                      | 常安街             | 柴灣道                           |
| 31                                                                      | 富欣花園           | 小西灣道                         |
| 32                                                                      | 培僑小學           | 富怡道                           |
| 33                                                                      | 小西灣（藍灣半島） | 小西灣 (藍灣半島) 公共運輸交匯處 |

## 使用狀況
自802線改經獅子山隧道和紅隧後，經常受交通擠塞影響，而且在東區沿途站位頻密，加上從沙田馬場搭乘港鐵到紅磡站轉乘隧巴過海(2022年5月15日前)亦比直接搭乘本線便宜(而且紅隧巴士站往東區有更多選擇)因而客量持續偏低。因此運輸署在2018-2019年度的巴士路線計劃中建議永久停駛本路線，並於2018年9月2日起實施。

## 外部連結
1. ↑  .   [2014-01-23]. （原始内容存档于2016-03-04）.
2. ↑  運輸署交通通告：《小西灣（藍灣半島）公共交通總站啟用》
3. ↑  新巴新聞稿：《新巴多條路線港島東區終點站搬至藍灣半島》，2001-07-19
4. ↑  馬場線802及811於15/9改經獅隧及紅隧 （页面存档备份，存于），hkitalk.net

- 新巴802線路線圖 （页面存档备份，存于）
- i-busnet：過海隧巴802線資料[永久]
- 九巴802線－681巴士總站 （页面存档备份，存于）
- 《二十世紀巴士路線發展史－－渡海、離島及機場篇》，容偉釗編著，BSI出版